# Guardians de la tomba
Guardians de la tomba (títol original en anglès, Guardians of the Tomb; en xinès, 谜巢, transcrit com a Mi chao) és una pel·lícula de thriller de ciència-ficció australianoxinesa del 2018 dirigida i escrita per Kimble Rendall, i protagonitzada per Li Bingbing, Kellan Lutz, Kelsey Grammer i Wu Chun. La pel·lícula es va estrenar el 19 de gener de 2018. S'ha doblat al valencià per a À Punt.

## Repartiment
- Li Bingbing com a Jia
- Kellan Lutz[5] com a Jack Ridley
- Kelsey Grammer[5] com a Mason
- Wu Chun[6] com a Luke
- Stef Dawson[6] com a Milly Piper
- Shane Jacobson[6] com a Gary
- Ryan Johnson com a Ethan
- Jason Chong com a Chen Xu